# Corvus moriorum
Corvus moriorum — вимерлий вид горобцеподібних птахів роду Крук (Corvus) родини Воронових (Corvidae).

## Поширення
Вид був ендеміком островів Чатем, що знаходяться біля Нової Зеландії. Вид зник у Середні віки після заселення острова людьми з племені моріорі, які полювали на цих птахів заради пір'я.